# 세종초등학교 (서울)
세종초등학교(世宗初等學校)는 대한민국 서울특별시 광진구에 위치한 사립 초등학교이다.

## 학교 연혁
- 1962년 10월 4일: 국민학교 설립 인가
- 1963년 3월 9일: 수도여자사범대학 부속국민학교 개교
- 1970년 8월 20일: 현 건물로 이전
- 1979년 9월 1일: 세종국민학교로 교명 변경
- 1996년 3월 1일: 세종초등학교로 교명 변경
- 2023년 3월 9일 개교 60주년

## 참고 자료
- 세종초등학교 - 한국교육학술정보원 학교알리미